# Hanna Krabbe
Hanna Elise Krabbe (* 24. Oktober 1945 in Bentheim) ist ein ehemaliges Mitglied der terroristischen Vereinigung Rote Armee Fraktion (RAF) und war an der Geiselnahme in der deutschen Botschaft in Stockholm im Frühling 1975 beteiligt. Wegen gemeinschaftlichen Mordes wurde sie zu lebenslanger Haft verurteilt. Sie wurde 1996 begnadigt.

## Leben
Hanna Krabbe wuchs gemeinsam mit ihrer Schwester Friederike in der Kleinstadt Bentheim auf. In der Kreisstadt besuchte sie das Gymnasium Nordhorn und machte dort das Abitur. Ihre Eltern waren wohlhabende Textilfabrikanten und bekennende Funktionäre des NS-Staates (Gaujugendführer, NS-Frauenschaft).
Krabbe begann ein Psychologiestudium und wurde zunächst Mitglied des Sozialistischen Patientenkollektivs (SPK), das im Kampf gegen die „Ärzteklasse“ eine klassenlose Gesellschaft schaffen wollte und dabei auch Gewaltanwendung nicht ausschloss. Als sich das SPK nach 17 Monaten auflöste, schloss sich Krabbe wie mehrere andere SPK-Mitglieder der RAF an. Auch ihre jüngere Schwester Friederike Krabbe hatte später Kontakte zur RAF.
Hanna Krabbe war am Kommando Holger Meins der RAF beteiligt, das am 24. April 1975 die deutsche Botschaft in Stockholm überfiel und besetzte (siehe Geiselnahme von Stockholm) und die Freilassung von 26 Terroristen forderte. Bei der Geiselnahme wurden Militärattaché Andreas von Mirbach und Wirtschaftsattaché Heinz Hillegaart ermordet. Die schwedische Polizei stürmte die Botschaft, nachdem der Sprengsatz der Geiselnehmer explodiert war. Wegen gemeinschaftlichen Mordes in zwei Fällen wurde Hanna Krabbe am 20. Juli 1977 vom Oberlandesgericht Düsseldorf zu lebenslanger Haftstrafe verurteilt. 1996 wurde sie begnadigt und aus der Haft in der JVA Lübeck-Lauerhof am 10. Mai 1996 entlassen.